# Six LA Love Stories
Six LA Love Stories (también conocida como 6 Love Stories) es una película de comedia, drama y romance de 2016, dirigida por Michael Dunaway, musicalizada por Gingger Shankar y William Stanbro, a cargo de la fotografía estuvo Elle Schneider y los protagonistas son Beth Grant, Matthew Lillard y Carrie Preston, entre otros. El filme se estrenó el 19 de agosto de 2016.

## Sinopsis
Mientras corre la tarde, en seis lugares distintos de la ciudad de Los Ángeles, seis parejas se unen, se vuelven a formar o se dejan.